# Монпелье (гандбольный клуб)
«Монпелье» (фр. Montpellier Handball) — французский профессиональный гандбольный клуб из Монпелье.

## История
Клуб был основан в 1982 году под названием Космос Монпелье и выступал в низшем дивизионе чемпионата Франции по гандболу. В 1986 году, Космос Монпелье выходит в третий дивизион чемпионата Франции. В 1987 году Космос Монпелье меняет название на Монпелье Пайаде, и в 1988 году выходит во второй дивизион чемпионата Франции. В 1989 году, клуб выходит в первый дивизион чемпионата Франции. В том же году клуб меняет название на Монпелье Гандбол. С 1989 по 1992 год играл в низшем дивизионе, в 1992 году победив в низшем дивизионе чемпионата Франции, вышел в первый дивизион. В 1995 году, Монпелье выиграл первый Чемпионат Франции, одержав в чемпионате 23 победы. В 1998 году, Монпелье выиграл второй раз Чемпионат Франции. За период с 1997 по 2012 год, Монпелье выиграл 13 раз чемпионат Франции, 11 раз кубок Франции, выигрывал 8 раз Кубок французской лиги, 1 раз выиграл Лигу чемпионов ЕГФ. В сезоне 2015/16, Монпелье занял в чемпионате Франции 4 место, победил в Кубке Франции в финальном матче ПСЖ. Также в сезоне 2015/16 Монпелье победил в Кубке Французской лиги.

## Название клуба
- Космос Монпелье (1982—1987)
- Монпелье Пайаде (1987—1989)
- Монпелье Гандбол (1989—2007, 2015—н.в.)
- Монпелье Аггломератьон Гандбол (2007—2015)

## Титулы
- Чемпион Франции (14 раз): 1995, 1998, 1999, 2000, 2002, 2003, 2004, 2005, 2006, 2008, 2009, 2010, 2011, 2012
- Кубок Франции (14 раз): 1999, 2000, 2001, 2002, 2003, 2005, 2006, 2008, 2009, 2010, 2012, 2013, 2016, 2025
- Кубок Французской лиги (10 раз): 2004, 2005, 2006, 2007, 2008, 2010, 2011, 2012, 2014, 2016
- Победитель Лига чемпионов ЕГФ (2 раза): 2003, 2018
- Финались Лиги Европы ЕГФ: 2025

## Сезоны
Список сезонов клуба Монпелье в чемпионате Франции с 2000 года.

| Сезон   | Лига           | Место | Матчи | Победы | Ничьи | Поражение | ЗМ-ПМ   | Очки | Кубок Франции |
| ------- | -------------- | ----- | ----- | ------ | ----- | --------- | ------- | ---- | ------------- |
| 2000-01 | LNH Division 1 | 2     | 26    | 21     | 1     | 4         | 680—549 | 43   | Победитель    |
| 2001-02 | LNH Division 1 | 1     | 28    | 25     | 1     | 2         | 813—600 | 51   | Победитель    |
| 2002-03 | LNH Division 1 | 1     | 26    | 24     | 0     | 2         | 731—540 | 48   | Победитель    |
| 2003-04 | LNH Division 1 | 1     | 26    | 23     | 1     | 2         | 731—571 | 47   | -             |
| 2004-05 | LNH Division 1 | 1     | 26    | 23     | 1     | 2         | 809—631 | 47   | Победитель    |
| 2005-06 | LNH Division 1 | 1     | 26    | 21     | 2     | 3         | 783—624 | 44   | Победитель    |
| 2006-07 | LNH Division 1 | 2     | 26    | 18     | 5     | 3         | 789—625 | 41   | Полуфинал     |
| 2007-08 | LNH Division 1 | 1     | 26    | 24     | 1     | 1         | 888—706 | 49   | Победитель    |
| 2008-09 | LNH Division 1 | 1     | 26    | 24     | 0     | 2         | 824—647 | 48   | Победитель    |
| 2009-10 | LNH Division 1 | 1     | 26    | 25     | 0     | 1         | 935—677 | 50   | Победитель    |
| 2010-11 | LNH Division 1 | 1     | 26    | 25     | 0     | 1         | 847—660 | 50   | 1/4 финала    |
| 2011-12 | LNH Division 1 | 1     | 26    | 23     | 1     | 2         | 887—712 | 47   | Победитель    |
| 2012-13 | LNH Division 1 | 3     | 26    | 17     | 4     | 5         | 856—758 | 38   | Победитель    |
| 2013-14 | LNH Division 1 | 3     | 26    | 19     | 2     | 5         | 824—703 | 40   | 1/8 финала    |
| 2014-15 | LNH Division 1 | 2     | 26    | 21     | 2     | 3         | 801—683 | 44   | Полуфинал     |
| 2015-16 | LNH Division 1 | 4     | 26    | 15     | 3     | 8         | 758—721 | 33   | Победитель    |
| 2016-17 | LNH Division 1 | 3     | 26    | 20     | 0     | 6         | 848-704 | 40   | Финалист      |

## Команда
Состав команды:

## Известные игроки
- Вильям Аккамбре
- Патрик Казаль
- Дидье Динар
- Жером Фернандес
- Люка Карабатич
- Никола Карабатич
- Тьерри Омейе
- Арно Сиффер
- Жефруа Кранц
- Игорь Чумак
- Иссам Тедж
- Эрланн Мамелунн
- Филипе Боргес
- Жозе Коста
- Матей Габер
- Драган Гайич
- Юре Доленец
- Миха Жвижей
- Кристиан Мальмагро
- Аллахкарам Эстеки